# نادي سيارات ديترويت
نادي سيارات ديترويت هو نادي سابق كان في مدينة ديترويت ميتشيغان ب الولايات المتحدة الأمريكية وهو نادي للهوكي على الجليد.